# The Last of the True Believers
The Last of the True Believers è il quarto album in studio della cantante e cantautrice statunitense Nanci Griffith, pubblicato nel 1986 dalla Philo Records. Il plauso le è stato accordato dal suo album precedente, Once in a Very Blue Moon, e questo album le è valso un contratto con una grande casa discografica. Qui, Griffith ha continuato la sua svolta verso un lavoro più orientato al country rispetto ai suoi primi due album, che erano principalmente dal suono folk. Include anche due canzoni che sono state poi successi per Kathy Mattea, Love at the Five and Dime dall'album Walk the Way the Wind Blows (1986) e Goin' Gone, la sua prima hit da numero uno, dall'album Untasted Honey (1987). 

## Riconoscimenti
L'album è stato incluso nel libro 1001 Albums You Must Hear Before You Die (1001 album che devi ascoltare prima di morire). 
L'album ha ricevuto una nomination, ai Grammy Award, come miglior album folk contemporaneo alla 29ª edizione dei Grammy Awards. 

## Tracce
1. The Last of the True Believers – 2:47
2. Love at the Five and Dime – 4:33
3. St. Olav's Gate – 3:03 (Tom Russell)
4. More Than a Whisper – 3:42 (Griffith, Bobby Nelson)
5. Banks of the Pontchartrain – 3:39
6. Lookin' for the Time (Workin' Girl) – 2:43
7. Goin' Gone – 4:19 (Pat Alger, Bill Dale, Fred Koller)
8. One of These Days – 2:54
9. Love's Found a Shoulder – 2:19
10. Fly by Night – 2:36
11. The Wing and the Wheel – 2:41